# Saber Eid
Saber Eid, né le 1er mai 1959 en Égypte, est un ancien joueur professionnel international de football égyptien qui jouait au poste de défenseur.

## Biographie

### Club
Il a joué durant toute sa carrière pour le club égyptien de Ghazl El Mahallah, situé dans la ville de El-Mahalla El-Kubra.
Il finira avec le club 3 fois finaliste de la coupe d'Égypte en 1986, 1993 et en 1995.

### Équipe nationale
Avec la sélection égyptienne, il jouera en tout 8 matchs. Il honorera sa première sélection en 1989. Le sélectionneur égyptien Mahmoud Al-Gohary le prendra dans la liste des 22 pour disputer la coupe du monde 1990 en Italie.